# Heliophanus parvus
Heliophanus parvus là một loài nhện trong họ Salticidae.
Loài này thuộc chi Heliophanus. Heliophanus parvus được Wanda Wesołowska & Antonius van Harten miêu tả năm 1994.